# Mathilde Bundschuh
Mathilde Bundschuh (Plauen, 30 luglio 1994) è un'attrice tedesca.

## Filmografia parziale

### Cinema
- Tage die bleiben, regia di Pia Strietmann (2011)
- Das Ende der Geduld, regia di Christian Wagner (2014)
- Heil, regia di Dietrich Brüggemann (2015)
- I'm - Infinita come lo spazio (I'm Endless Like the Space), regia di Anne Riitta Ciccone (2017)

### Televisione
- Beutolomäus und der geheime Weihnachtswunsch (2006)
- Krimi.de (2007-2012)
- Freie Fahrt ins Glück (2007)
- Rosannas Tochter (2010)
- Geliebtes Kind (2012)
- Liebe, Babys und gestohlenes Glück (2012)
- Hamburg Distretto 21 (2012)
- Una famiglia (2013)
- Mörderhus - Der Usedom-Krimi (2014)
- Operation Zucker - Jagdgesellschaft (2016)